# 芒努斯·吉爾特
芒努斯·吉爾特（1990年4月10日—）是愛沙尼亞田徑運動員，曾參加2016年夏季奧林匹克運動會標槍項目，其父親（Peeter Kirt）是愛沙尼亞雪橇隊教練。2017年，Magnus Kirt在世界田徑錦標賽標槍決賽獲得第11名。

## 外部連結
- 芒努斯·吉爾特在国际奥林匹克委员会的资料
- 芒努斯·吉爾特在的頁面